# Bezděz
Bezděz település Csehországban, Česká Lípa-i járásban. Bezděz Doksy, Ralsko és Bělá pod Bezdězem településekkel határos. Lakosainak száma 346 fő (2024. január 1.).

## Népesség
A település lakosságának változását az alábbi diagram mutatja:
| Lakosok száma | 680  | 588  | 539  | 339  | 295  | 268  | 340  | 353  | 342  | 346  |
|               | 1869 | 1890 | 1921 | 1950 | 1980 | 2001 | 2017 | 2019 | 2022 | 2024 |